# 糾纏譜
糾纏譜 (entanglement spectrum) 是一个由 Li 和 Haldane 在2008年提出的量子力学概念，可作為糾纏熵的推廣，用來分析量子多體系統的波函數。糾纏譜的數學定義是
{\displaystyle \xi _{i}=-\ln \omega _{i}}
其中{\displaystyle \omega _{i}}是約化密度矩陣的第{\displaystyle i}個本徵值。

## 簡介
討論量子糾纏的時候，經常把一個量子系統區分成 A 和 B 兩個子系統，量子糾纏則是探討 A 和 B 之間的量子關聯性。假設總系統的歸一化波函數可以寫成
{\displaystyle |\psi \rangle =\sum _{i\in A}\sum _{k\in B}\phi _{ik}|i\rangle |k\rangle }
雖然總系統的密度矩陣 {\displaystyle \rho =|\psi \rangle \langle \psi |} 是一個純態，但是經過部分跡子系統 B 的自由度之後，得到的約化密度矩陣 {\displaystyle \rho _{A}=\mathrm {tr} _{B}\rho } 可能是一個混合態，即 {\displaystyle \rho _{A}^{2}\neq \rho _{A}}。
這個部分跡「{\displaystyle \mathrm {tr} _{B}}」是指只跡子系統 B 的自由度的操作，其結果仍是一個矩陣，矩陣大小變為子系統 A 的自由度的大小。約化密度矩陣的矩陣元是
{\displaystyle [\rho _{A}]_{ij}=\sum _{k}\phi _{ik}^{*}\phi _{jk}}
可以看出約化密度矩陣是一個厄米矩陣，{\displaystyle [\rho _{A}]_{ji}^{*}=[\rho _{A}]_{ij}}，所以 {\displaystyle \rho _{A}} 的本徵值必為實數。由於 {\displaystyle \rho _{A}} 可能是一個混合態，這表示當總系統是{\displaystyle |\psi \rangle }這個狀態時，如果測量只發生在子系統 A，則會得到許多不同可能的結果，這些不同的結果相對應的機率就是 {\displaystyle \rho _{A}} 的本徵值 {\displaystyle \omega _{i}}，滿足本徵值方程式 {\displaystyle \rho _{A}|\omega _{i}\rangle =\omega _{i}|\omega _{i}\rangle }。由於總系統波函數是歸一化的，{\displaystyle \langle \psi |\psi \rangle =1}，可推得所有的本徵值的總和也是歸一化的。
{\displaystyle \sum _{i}\omega _{i}=1}
{\displaystyle \omega _{i}} 也有機率的意義。一個只作用在 A 的測量量 {\displaystyle O_{A}} 的期望值就是把子系統在各個本徵態的期望值 {\displaystyle \langle \omega _{i}|O_{A}|\omega _{i}\rangle }，和子系統對應在那個本徵態的機率 {\displaystyle \omega _{i}}，相乘之後的總和，
{\displaystyle \langle O_{A}\rangle =\mathrm {tr} (\rho _{A}O_{A})=\sum _{i}\omega _{i}\langle \omega _{i}|O_{A}|\omega _{i}\rangle }
A 和 B 之間的糾纏的程度大小，可以從 {\displaystyle \omega _{i}} 的分布觀察得到，例如：若所有的本徵態的機率皆相等，{\displaystyle \omega _{1}=\omega _{2}=\cdots }，則 A 和 B 是最大可能的糾纏狀態。另一個極限是，若只有其中一個本徵值為 1，{\displaystyle \omega _{1}=1}，其餘本徵值皆為 0，{\displaystyle \omega _{2}=\omega _{3}=\cdots =0}，那麼測量子系統 A 也只會得到一種可能，這表示 A 和 B 沒有任何糾纏。「糾纏熵」正是可以很好的刻畫這樣的性質，不過糾纏熵把本徵值的分佈濃縮成一個數值，糾纏譜則是直接觀察 {\displaystyle \rho _{A}} 的本徵值的分佈，然而糾纏譜的定義讓單純的機率分佈和能譜有更巧妙的關聯和意義。

在量子統計力學中，考慮一個正則系綜的混合態密度矩陣 {\displaystyle \rho =e^{-\beta H}/Z}，其中 {\displaystyle \beta =1/k_{B}T} 是溫度的倒數，{\displaystyle k_{B}} 是波茲曼常數，{\displaystyle Z=\mathrm {tr} (e^{-\beta H})}是配分函數，{\displaystyle H} 是系統的哈密顿算符。既然約化密度矩陣 {\displaystyle \rho _{A}} 是一個混合態，那麼將它類比成一個熱力學平衡時，溫度為 {\displaystyle \beta =1} 的熱態 {\displaystyle \rho _{A}=e^{-H_{E}}}，可以定義出一個假想的哈密顿算符 {\displaystyle H_{E}}，這個 {\displaystyle H_{E}} 是只作用在子系統 A 上的算符，稱為糾纏哈密顿算符(Entanglement Hamiltonian)，而 {\displaystyle H_{E}} 的本徵值 {\displaystyle \xi _{i}} 就稱為糾纏譜，滿足 {\displaystyle H_{E}|\omega _{i}\rangle =\xi _{i}|\omega _{i}\rangle }，所以糾纏譜和 {\displaystyle \omega _{i}} 的關係是 {\displaystyle \omega _{i}=e^{-\xi _{i}}} 或
{\displaystyle \xi _{i}=-\ln \omega _{i}}
須注意糾纏譜的定義可以不討論系統的哈密顿算符，而且即使系統的哈密顿算符 {\displaystyle H} 可寫成子系統的相加以及子系統之間的相互作用，{\displaystyle H=H_{A}+H_{B}+H_{AB}}，一般來說糾纏哈密顿算符 {\displaystyle H_{E}} 也不會正比於子系統 A 的哈密顿算符 {\displaystyle H_{A}}，{\displaystyle H_{E}\neq \beta H_{A}}。